# 三掌教制
三掌教制亦称三道制，是中国穆斯林清真寺的组织形式之一，是格底木派特有的制度。三掌教指掌教（阿訇，或称伊玛目）、督教（海推布）和赞教（穆安津）。旧时三掌教的职位多为世袭，也有清真寺组成会议聘请的。

## 内容
三掌教中，掌教是教坊的宗教领袖，掌管教律执行，主持婚葬及其它宗教仪式。
督教海推布朗诵“呼图白”，讲经宣教，协助伊玛目管理教务。
赞教穆安津即宣礼员，按规定时间召集信众做礼拜，也称“唱礼”。

## 历史
一般认为三掌教制形成于14世纪晚期，盛行于明代。清代前期，又增加一名“设教”，形成了后来的开学阿訇。清代中期以后，由于其本身“父传子受”等弊端及经堂教育的兴起，许多地方阿訇制（阿訇聘任制）替代了三掌教制。至近现代，三掌教制除个别地区在形式上有所保留外，许多地方已不复存在。